# アンガマ

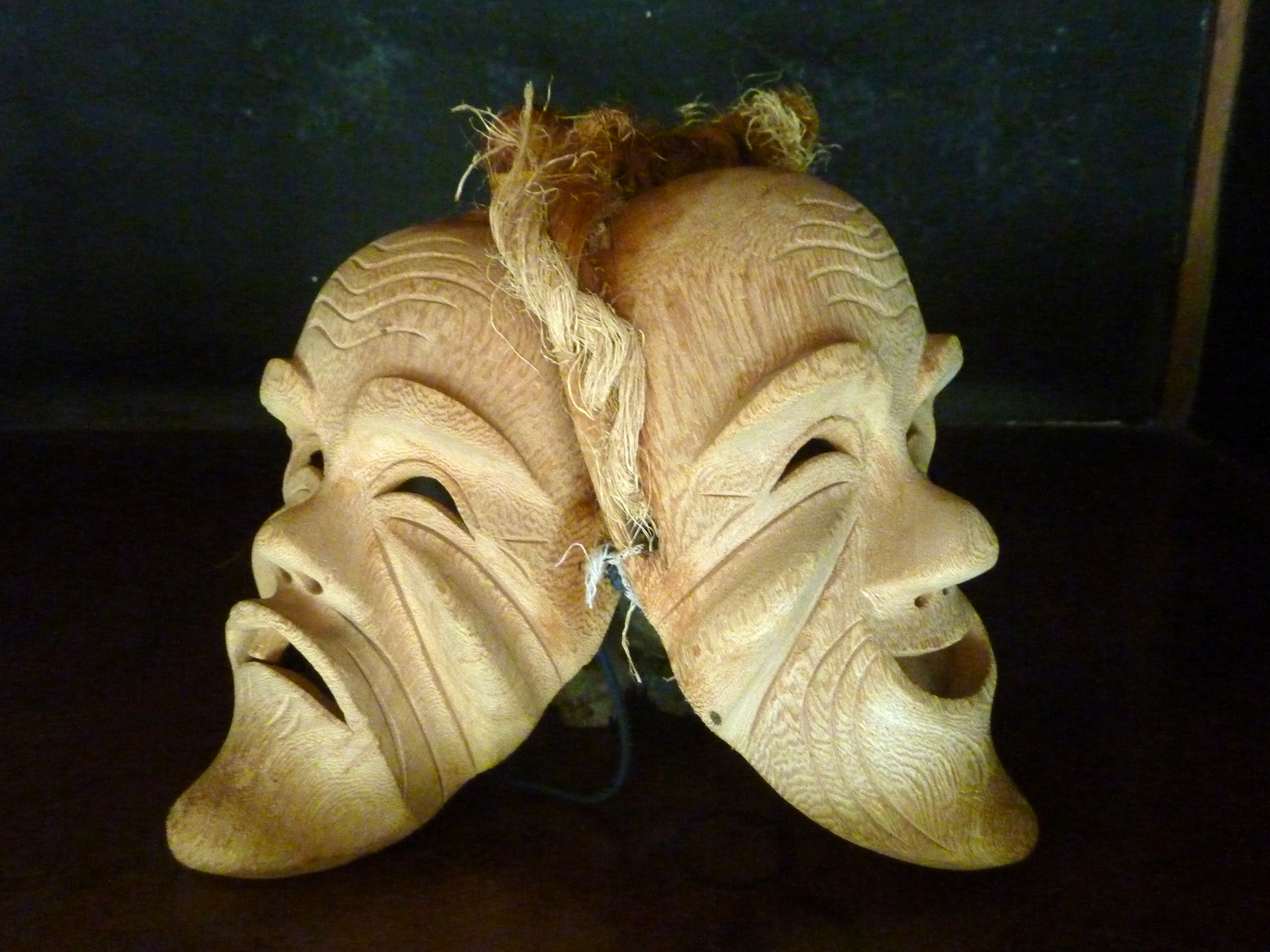
ウシュマイとンミ（ウミー）の面
（沖縄県石垣市の石垣やいま村）

アンガマは、沖縄県石垣島など八重山地方に伝わる儀礼的集団芸能のひとつ。
祖先を表わすと言われるウシュマイ（御主前）という老人とンミ（ウミー）という老婆の仮面を付けた二人を先頭に踊り手らが従い、家々を訪ねて語りや歌、踊りを披露する。旧盆の夜に祖先の霊を供養するためになうソーロンアンガマ、婦人群舞の節（しつ）アンガマ、新築儀礼の家造りアンガマがある。 元来、士族階級層の行事だったが、明治以降農民層にも広がった。

## 概要
盆のアンガマは、次のように行われる。先祖供養のため家に招かれたウシュマイとンミは、その家の先祖の位牌を拝み、家の主人に祝言を述べ、そのあとを、笠をかぶって顔を隠した男女（精霊を表す）が従う。ウシュマイとンミは、主人から酒や食べ物のもてなしを受け、アンガマを見に来た群集にあの世の先祖の話を裏声で語って聞かせる。